# Jeffrey Lynn
Pour les articles homonymes, voir Lynn.
Jeffrey Lynn est un acteur américain, né le 16 février 1909 à Auburn (Massachusetts) et mort le 24 novembre 1995 à Burbank (Californie).

## Biographie
Né Ragnar Lind à Auburn, Massachusetts, Jeffrey Lynn était instituteur avant de commencer sa carrière d'acteur. Il arrive à Hollywood et fait ses débuts au cinéma en 1938 dans le film Où les étoiles commencent. Il obtient un succès notable en 1938 avec les sœurs Lane dans Rêves de jeunesse. La popularité du film est si grande qu'il est suivi par trois suites : Filles courageuses (1939), Quatre femmes (1939) et Quatre mères (1941) ; Lynn reprend son rôle dans chacun d'eux.
Après le succès de Rêves de jeunesse et de ses suites, Lynn est envisagé pour le rôle d'Ashley Wilkes dans Autant en emporte le vent (1939). Il est considéré comme le favori pour le rôle, en partie en raison de sa ressemblance physique avec le personnage décrit dans le livre. Lynn est largement utilisé pendant les essais des nombreuses actrices postulant au rôle de Scarlett ; il joue Ashley dans la plupart de ces essais. Toutefois, David O. Selznick opte finalement pour le plus expérimenté et populaire Leslie Howard.
Ensuite, Lynn est engagé dans Les Fantastiques Années 20 (The Roaring Twenties) en 1939, un film de gangsters où il retrouve Priscilla Lane, vedette de Four Daughters, ainsi que James Cagney et Humphrey Bogart. Lynn reçoit d'excellentes critiques. Son succès se poursuit avec des films tels que The Fighting 69th (1940) dans lequel il interprète le poète-soldat Joyce Kilmer face Cagney, puis Rendez-vous à minuit (It All Came True) (1940), L'Étrangère (All This and Heaven Too) (1940) et Million Dollar Baby (1941). Sa dernière apparition à l’écran est en vedette invitée dans Murder, She Wrote, en 1987, une suite TV au film Strange Bargain (1949), où il retrouve la co-star d'origine, Martha Scott.
Il meurt à Burbank, en Californie, à 86 ans, de causes naturelles. Il est inhumé au Forest Lawn Memorial Park (Hollywood Hills).

## Filmographie partielle

### Cinéma
- 1938 : When Were You Born de William C. McGann
- 1938 : Rêves de jeunesse (Four Daughters), de Michael Curtiz : Felix Dietz
- 1939 : Le Printemps de la vie (Yes, My Darling Daughter) de William Keighley : Douglas 'Doug' Hall

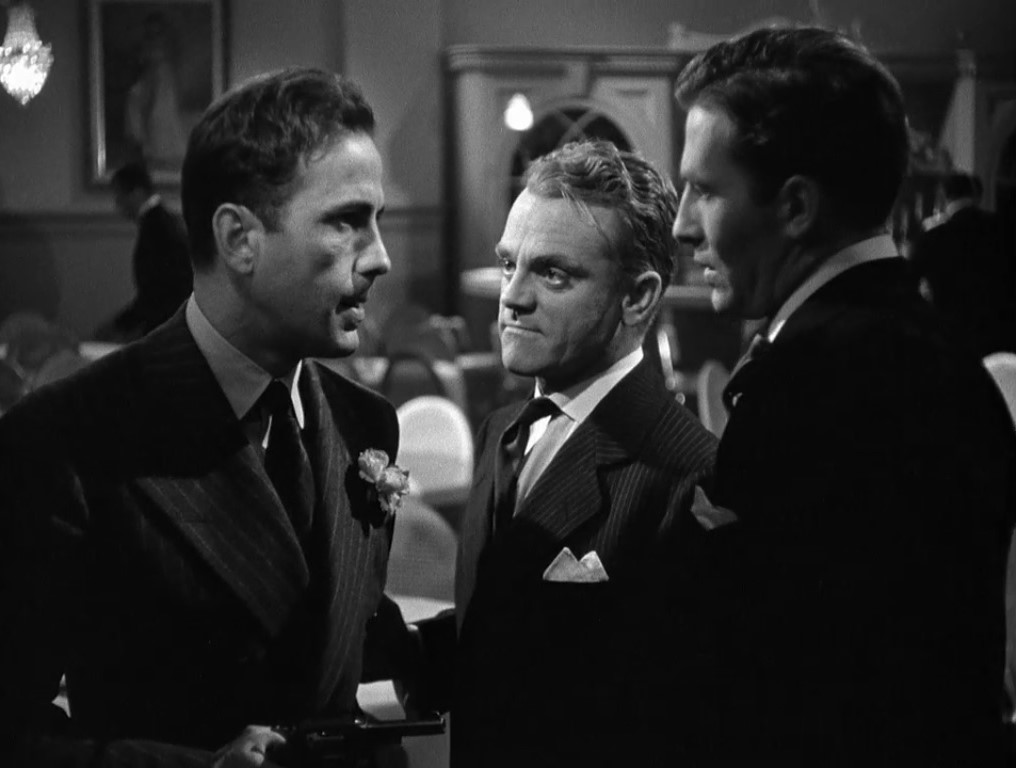
(à droite) Dans Les Fantastiques Années 20

- 1939 : Quatre Jeunes Femmes (Four Wives) de Michael Curtiz : Felix Dietz
- 1939 : Filles courageuses (Daughters Courageous), de Michael Curtiz : John S. Heming
- 1939 : Agent double, de Lloyd Bacon : Lowell Warrington
- 1939 : Les Fantastiques Années 20 (The Roaring Twenties) de Raoul Walsh : Lloyd Hart
- 1939 : A Child Is Born de Lloyd Bacon : Jed Sutton
- 1940 : Le Régiment des bagarreurs (The Fighting 69th), de William Keighley
- 1940 : Rendez-vous à minuit (It All Came True), de Lewis Seiler : Tommy Taylor
- 1940 : L'Étrangère (All This, and Heaven Too), d'Anatole Litvak : Henry Martyn Field
- 1940 : My Love Came Back, de Curtis Bernhardt : Anthony 'Tony' Baldwin
- 1941 : Femmes adorables (Four Mothers) de William Keighley
- 1941 : Million Dollar Baby, de Curtis Bernhardt : James Amory

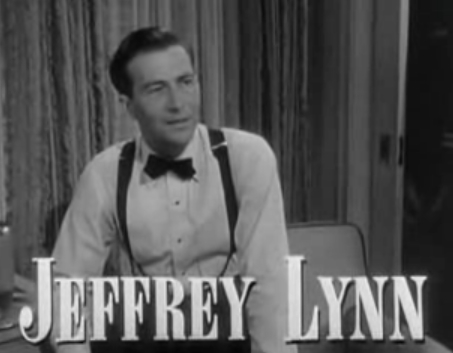
Dans Chaînes conjugales

- 1941 : Underground, de Vincent Sherman : Kurt Franken
- 1941 : The Body Disappears (en), de D. Ross Lederman
- 1948 : Bandits de grands chemins (Black Bart), de George Sherman : Lance Hardeen
- 1948 : Whiplash de Lewis Seiler : Dr. Arnold Vincent
- 1949 : Chaînes conjugales (A Letter to Three Wives), de Joseph L. Mankiewicz : Brad Bishop
- 1949 : Un étrange marché (en) (Strange Bargain), de Will Price : Sam Wilson
- 1951 : Home Town Story, d'Arthur Pierson : Blake Washburn
- 1951 : Deux GI en vadrouille (Up Front) d'Alexander Hall : Capitaine Ralph Johnson
- 1960 : La Vénus au vison (Butterfield 8), de Daniel Mann : Bingham Smit
- 1967 : Tony Rome est dangereux (Tony Rome), de Gordon Douglas

### Télévision
- 1952 : Tales of Tomorrow (série télévisée)
- 1969 : L'Homme de fer (Ironside) (série télévisée)
- 1973 : Barnaby Jones (série télévisée)
- 1983 : Simon et Simon (Simon & Simon) (série télévisée)
- 1987 : Arabesque (Murder, She Wrote) (série télévisée)
- 1990 : Côte Ouest (Knots Landing) (série télévisée)
- 1990 : Jack Killian, l'homme au micro (Midnight Caller) (série télévisée)